# Bedewang
Bedewang is een bestuurslaag in het regentschap Banyuwangi van de provincie Oost-Java, Indonesië. Bedewang telt 5508 inwoners (volkstelling 2010).